# جوائز فيفي
جوائز فيفي أو جوائز في في (بالإنجليزية: FiFi Awards)‏ عبارة عن حدث سنوي ترعاه مؤسسة العطر لتكريم الإنجازات الإبداعية لصناعة العطور. عُرف حفل توزيع الجوائز باسم "أوسكار صناعة العطور"، وقد صمم حفل توزيع الجوائز الرئيسة السابقة لمؤسسة العطور، أنيت جرين. يقام هذا الحدث سنويًا في مدينة نيويورك منذ عام 1973. يحضر جوائز فيفي حوالي 1000 عضو من مجتمع العطور الدولي والمصممين والمشاهير من صناعات الأزياء والمسرح والأفلام والتلفزيون.

## روابط خارجية
- صفحة جوائز FiFi
- الفائزون بجوائز FiFi لعام 2006
- الفائزون بجوائز FiFi لعام 2007
- الفائزون بجوائز FiFi لعام 2008
- الفائزون بجوائز FiFi لعام 2010
- الفائزون بجوائز FiFi لعام 2011
- الفائزون بجوائز مؤسسة العطر لعام 2012
- الفائزون بجوائز FiFi لعام 2013
- الفائزون بجوائز مؤسسة العطر لعام 2014